# 不列顛哥倫比亞省省督
不列顛哥倫比亞省省督（英語：Lieutenant Governor of British Columbia）是加拿大君主查爾斯三世在加拿大卑詩省的代表，負責在該省行使君主的職權。人選是經加拿大總理提名後由加拿大總督委任，而總理在提名過程中亦通常會諮詢省長的意見，產生方法與其他省份的省督相若。
歷年共有28人擔任過此職，當中香港出生的林思齊是該省首位華人省督（1988-1995年）。

## 外部連結
- Lieutenant Governor of British Columbia